# Социјалистичка партија (Португалија)
Социјалистичка партија (порт. Partido socialista) је социјалдемократска политичка партија која делује у Португалији. Основана је године 19. априла 1973. године у тадашњем западнонемачком граду Бад Минстерајфел од стране емигрантских португалских политичара социјалистичке оријентације. У Португалији је почела да легално делује након Револуције каранфила 1974. године, те победила на првим демократским изборима за Конституанту 1975. и за Националну скупштину 1976. године. У опозицију је отишла након пораза од десничарске Социјалдемократске партије 1979, али је са социјалдемократима од 1983. била у великој коалицији. Од 1987. до 1995. је била у опозицији, потом на власти од 1995. до 2002, те опет у опозицији до 2005. године.
Социјалистичка партија се у идеолошком смислу профилисала у странку левог центра, која је у друштвеним питањима либерална, док се у економским питањима држи начела Трећег пута, односно заговара слободно тржиште. Социјалистичка партија је чланица Социјалистичке интернационале као и Партије европског социјализма.
Глобална рецесија је тешко погодила Португалију управо под владавином социјалиста и премијера Жозе Сократеса, присиљеног да подузме непопуларне мере укидања бројних социјалних права у сврху очувања финансијске стабилности. Због тога је Социјалистичка партија изгубила парламентарне изборе одржане 5. јуна 2011. године.